# Allison J71
L’Allison J71 était un turboréacteur monocorps, conçu et fabriqué aux États-Unis par l'entreprise Allison Engine Company. Son développement démarra en 1948 surtout comme celui d'un J35 très modifié, à l'origine désigné J35-A-23.

## Histoire opérationnelle
Démarré pour la première fois en 1950, le J71 propulsa ensuite les Douglas B-66 Destroyer et McDonnell F3H-2 et 3 Demon après que le Westinghouse J40 a montré être un véritable échec. Les prototypes du P6M SeaMaster prototypes furent aussi équipés de ce moteur.
Sans activer la postcombustion, le J71 donnait déjà 44 % de poussée en plus que le précédent J35, pour un diamètre quasiment similaire.

## Caractéristiques
La conception de base du J71 était virtuellement complète vers 1950, et les premiers exemplaires de ce moteur furent démarrés cette même année. Depuis, un développement considérable prit place, et les moteurs avaient les caractéristiques suivantes.
Le compresseur avait 16 étages, tous montés sur le même arbre, ainsi que la turbine et ses trois étages solidaires. La chambre de combustion était de type « cannular combustor », consistant en une chambre en deux parties en acier, dans laquelle étaient emprisonnées 10 tubes à flamme interconnectés entre eux. En parallèle au moteur en lui-même, de nombreuses évolutions furent appliquées aux systèmes auxiliaires, par exemple une section d'échappement à surface variable, un système de contrôle électromécanique, des écrans de protection automatiques dans les entrées d'air pour prévenir les ingestions de glace ou de corps étrangers, un système d'huile et hydraulique intégral, et tout un set d'accessoires ingénieux autour du moteur, comme une unité de puissance auxiliaire entraînée par un moteur à air comprimé.
Le J71 était aussi disponible avec deux types de postcombustion, les deux ayant été validés pour le service opérationnel. L'un des deux était employé pour l'aide au décollage et les accélérations à basse altitude, alors que l'autre était spécifiquement optimisé pour les performances des chasseurs à haute altitude.
Allison avait beaucoup misé sur le dessin monocorps de son moteur, qui fut le fil conducteur tout-au-long de sa conception. Selon l'entreprise, cette architecture devait permettre d'« obtenir un moteur à compresseur unique à haut taux de compression, qui pourrait combiner une bonne économie en carburant et une poussée maximale ». Mr. E. B. Newill, directeur général d’Allison Division et vice-président de General Motors, annonça en 1955, que le J71 avait « produit des poussées excédant les 10 000 lbf (44,48 kN) avec le plus haut taux de compression produit par un compresseur monocorps alors développé. En plus, le moteur développait plus de poussée par mètre carré de surface frontale que n'importe-quel autre moteur jamais produit ».
Les J71 utilisés pour le bombardier B-66 n'avaient pas de postcombustion et étaient d'une longueur bien moindre. Ils étaient démarrés par un générateur d'air sous pression désigné Solar, qui était en fait une petite turbine à gaz installée sur un chariot à roulettes.
Les moteurs employés sur les prototypes de l'hydravion P6M SeaMaster étaient équipés de la postcombustion du premier type, celle qui assistait le décollage et permettait à l'avion de patrouiller aisément à basse altitude à la recherche de mine ou pour photographier des cibles potentielles.

## Versions
- J71-A-2 : McDonnell F3H-1 Demon ;
- J71-A-2B : McDonnell F3H-2 Demon (F3-B) ;
- J71-A-2E : 43,15 kN de poussée (62,28 kN avec la postcombustion), pour le McDonnell F3H-3 Demon (F-3C) ;
- J71-A-4 : Moteurs dotés de postcombustion pour les prototypes Martin XP6M-1 Seamaster ;
- J71-A-6 : Moteurs dotés de postcombustion pour les hydravions Martin YP6M-1 Seamaster de préproduction ;
- J71-A-9 : Moteur ayant propulsé le Douglas RB-66 Destroyer[1] ;
- J71-A-11 : 45,37 kN de poussée.

## Applications
- McDonnell F3H, F3H-2 (F3-B) et F3H-3 (F-3C) Demon
- Douglas RB-66 Destroyer
- Prototypes Martin XP6M-1 et YP6M-1 Seamaster